# Rysk-finska valfiskeribolaget

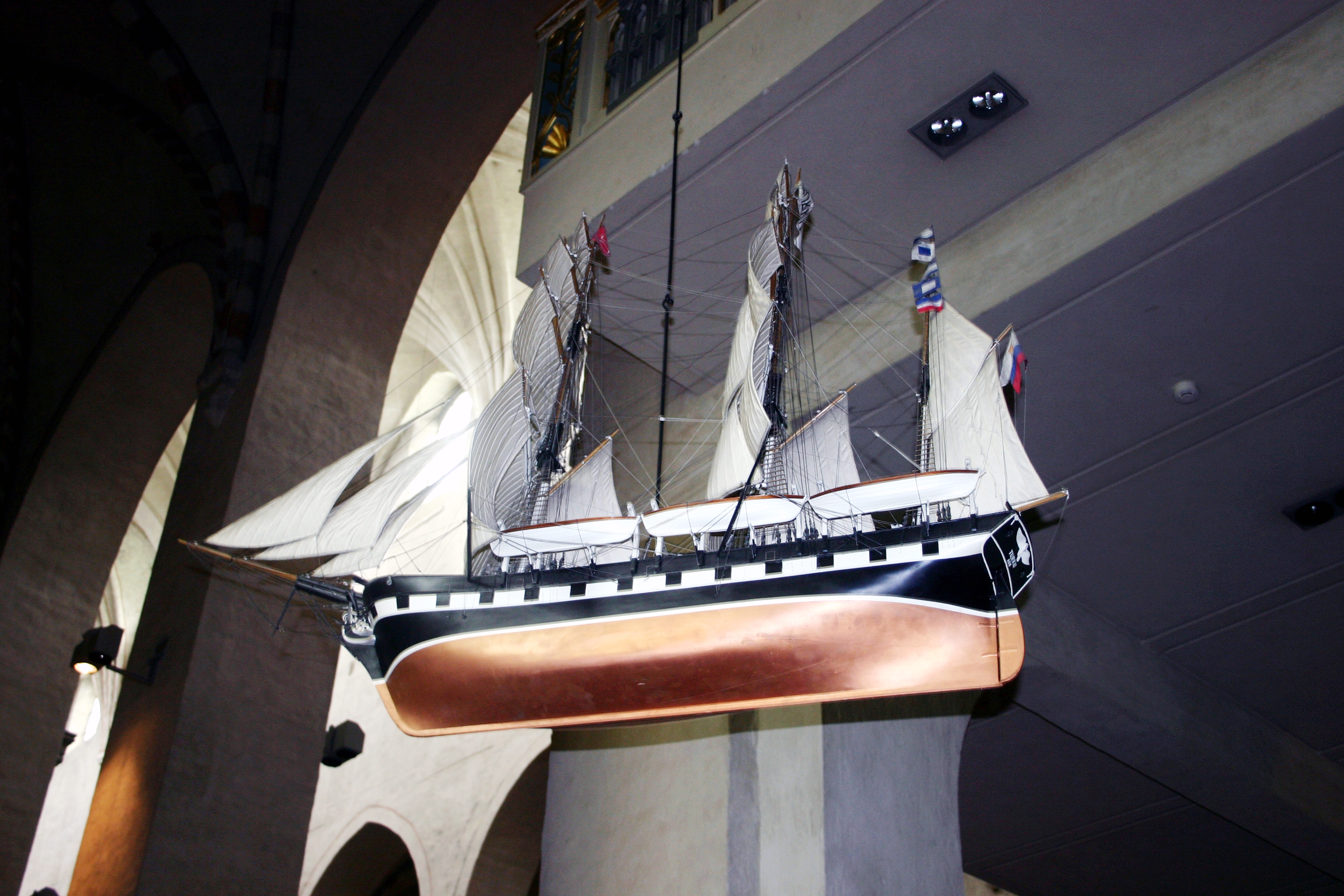
En modell av barken Turku i Åbo domkyrka

Rysk-finska valfiskeribolaget var ett till hälften privat, ett till hälften semistatligt företag, som bedrev valfångst i norra Stilla havet under åren 1851–1862.

## Historik
I mitten av 1800-talet låg Rysslands ekonomiska och politiska intressen i norra Stilla havet i händerna på det Rysk-amerikanska kompaniet. Den viktigaste varan man producerade var pälsverk medan valfångsten låg i nordamerikanska händer. Kompaniet behövde transporter både internt och jorden runt för sina produkter och för sin försörjning. Kunnigt sjöfolk var också en bristvara i det kontinentala Ryssland. I slutet av 1830-talet lyckades Åbo Gamla Skeppsvarvs Bolag sälja ett fartyg till kompaniet och därmed kom samarbetet mellan kompaniet och redarkretsarna i Åbo i gång. Under 1840-talet byggdes fem fartyg i Åbo för handelskompaniets räkning. Guvernör i det ryska Amerika var under första hälften av 1840-talet finländaren Arvid Adolf Etholén och då han återvände till Europa 1845 blev han medlem i kompaniets styrelse. Som guvernör hade han försökt sätta stopp för den amerikanska valfångsten på ryska vatten, som inte gav kompaniet några inkomster. Generalguvernören i östra Sibirien föreslog 1846 att kompaniet skulle starta ett eget valfångstbolag och denna idé kan ha förmedlats av Etholén till redarkretsarna i Åbo och främst direktören för varvet i Åbo, den ekonomiske mångsysslaren Erik Julin. Denne och hans krets i Åbo var villiga att bilda ett bolag för valfångst förutsatt att kompaniet deltog och på våren 1847 beslöt handelskompaniet att medverka i företaget men ytterligare behövdes statsmaktens godkännande. 

### Grundandet av bolaget
Entusiasmen för planen var stor och en provteckning av aktier i det tilltänkta bolaget övertecknades. I september 1850 beslöt man om bolagets stadgar. Dess namn blev Rysk-Finska Hvalfiskeribolaget. Stadgarna stadfästes vid nyår 1851. Hälften av bolagets aktier innehades av Rysk-amerikanska kompaniet medan övriga aktier ägdes av redarna i Åbo. Bolagets hemort var Åbo och den första direktionen leddes av Erik Julin. Bolaget fick statsunderstöd för sin verksamhet i allmänhet liksom för de fyra första skeppen och tullfrihet för varor, som behövdes för byggandet av de tolv första skeppen. Bolagets fartyg skulle segla under kompaniets flagga. Vid Stilla havet fick bolagets fartyg använda staden Sitka i Alaska som hemhamn och gavs rätt att komplettera sina förråd var som helst i det ryska territoriet. Detta gav bolaget en stor fördel jämfört med de utländska valfångarna. Under de första åtta åren fick bolaget anställa utländsk arbetskraft men så småningom växte det fram en grupp finländska sjömän som kunde utföra svårare arbeten på fartygen och i fångstbåtarna. Besättningen fick sin avlöning som andel i företagets nettobehållning, vilket var en nyhet i finsk sjöfart. Sjömännen kunde vila upp sig på Hawaii, vilket gjorde det lättare att orka med de långa anställningskontrakten. Proviant och extra kläder förpackade i tunnor togs med till Stilla havet och skulle räcka i tre år. De fångstbåtar som behövdes tillverkades efter amerikansk modell eller köptes både i Europa och i Amerika. De produkter man fick genom valfångsten var tran, som användes som lampolja och smörjmedel, och barder, som användes som stöd i korsetter och krinoliner.

### Verksamheten
Enligt kontraktet med kompaniet köpte valfiskeribolaget ett nybyggt fartyg i Bremen, som gavs namnet Suomi. Det rustades under sommaren 1851 i Åbo och avseglade i augusti 1851 till Bremen där man skulle hämta fångstbåtar. I november 1851 avseglade barken Suomi från Bremen och nådde fiskehamnen Petropavlovsk på Kamtjatka i maj 1852. Efter den lyckade fiskesäsongens slut seglade Suomi till Sitka dit man kom i november 1852. Efter ett kort uppehåll i den nya hemhamnen fortsatte fartyget till Guam i Marianerna för vinterunderhåll. Sommaren 1852 sjösattes bolagets andra fartyg, barken Turku, av ungefär samma storlek som Suomi på varvet i Åbo. I september 1852 avseglade Turku under tyskt befäl mot Sitka, dit man kom i juli 1853. Bolagets tredje fartyg, barken Ajan, byggdes 1852 i Uleåborg och utrustades i Åbo sommaren 1853. Det skulle bli bolagets första fartyg med en helt finländsk besättning. Sommaren 1853 hade bolaget två fartyg, Suomi och Turku, på Ochotska havet medan det tredje fartyget Ajan avseglade i oktober 1853 med destinationen Sitka. På hösten 1853 skulle Suomi återvända till Europa men före det sammanträffade fartyget i Honolulu med Turku som hade haft en kort fiskesäsong i Ochotska havet och vars fångst skulle forslas hem av Suomi.

### Krimkriget
Krimkriget, som i mars 1854 bröt ut mellan Ryssland å ena sidan och England och Frankrike å andra sidan, innebar ett flerårigt avbräck i bolagets verksamhet. Suomi var redan på väg i hamn i Cowes i England men kunde rädda sig till Bremen där lasten och skeppet såldes. Turku och Ajan fiskade däremot båda under sommaren 1854 i Ochotska havet och sökte sig sedan till Petropavlovsk, som man trodde var en säker vinterhamn. Kriget krävde att hamnen utrymdes men Ajan måste stanna kvar för att evakuera befolkningen. Turku däremot avseglade med båda fartygens last mot Sitka. För säkerhets skull lämnades lasten på Kodiakön innan hamnen i Sitka anlöptes. I maj tömdes Ajan på allt som kunde tas loss och fartyget gömdes på grunt vatten i Petropavlovsks hamn. Ändå hittade engelsmännen fartyget, bogserade ut det på öppet vatten och brände det. Turku låg nästan ett helt år i Sitkas hamn, men efter att freden hade slutits i mars 1856 kunde fartyget hämta sin undangömda last och återvända till Europa. 

### Upplösningen
Valfiskeribolaget hade efter kriget endast fartyget Turku kvar. Efter att ha rustats i Bremen sändes det på nytt till Stilla havet. År 1857 sjösattes bolagets fjärde fartyg, Grefve Berg, som var större än de äldre fartygen. Också Grefve Berg seglade hösten 1857 till Stilla havet men de två fartygen fick enbart små fångster. Detta berodde till en del på vädret men också på att norra Stilla havet började vara utfiskat på val. Ändå lät bolaget år 1858 bygga och rusta ett femte skepp, den lilla barken Amur. Efter den andra dåliga fiskesäsongen kallades Turku 1859 tillbaka till Bremen. På sommaren 1860 beslöt bolagsstämman att bolaget skulle upphöra med sin verksamhet. Avslutningen skulle ske i god ordning och då statsmakten inte ville inlösa bolagets fartyg såldes de under de följande åren på auktion i Åbo.